# DEMENTIUM 閉鎖病棟
『DEMENTIUM 閉鎖病棟』（ディメンティアム へいさびょうとう）は、Renegade Kidが開発したニンテンドーDS専用サバイバルホラーFPSである。
欧米で2007年10月に発売された『DEMENTIUM:THE WARD』のローカライズ版である。日本ではインターチャネル・ホロンが販売。また、本作がRenegade Kidの初作品となる。
廃墟となった病院を舞台に、グロテスクな異形の敵と戦いつつ脱出を目指す内容。
北米では2015年にリメイク版にあたるニンテンドー3DS版『DEMENTIUM:REMASTERED』がeShop用ダウンロードソフトとして配信され、その翌年の2016年には欧州でも配信された。

## トラブル
2008年9月、日本精神科病院協会が日本国内の販売元への公式サイトの閉鎖と、販売差し止めを求める抗議文を送付したと発表。同団体によると、「閉鎖病棟」とは精神科病院に実在する病棟の名称であり、ゲーム内にも「統合失調症」「抗精神病薬」といった精神疾患を連想させる名称が使用されており、精神病患者を怪物扱いし冒涜する内容だと主張している。
これに対してインターチャネル・ホロン側は同年10月7日になって正式なコメントを発表。ホームページの紹介記事の削除、宣伝・追加生産の中止を既にした上で、副題を外して『Dementium』というタイトルに修正して発売したいとの旨を精神病院協会に申し入れ、回答待ちだとしているが、これ以降は公式の場でこの問題についての進展は見られなかった。
2010年9月にはインターグローより続編の『Dementium II』の日本語版が発売されたが、『閉ざされた病棟 -DEMENTIUM II-』という邦題となっている。